# ACUD

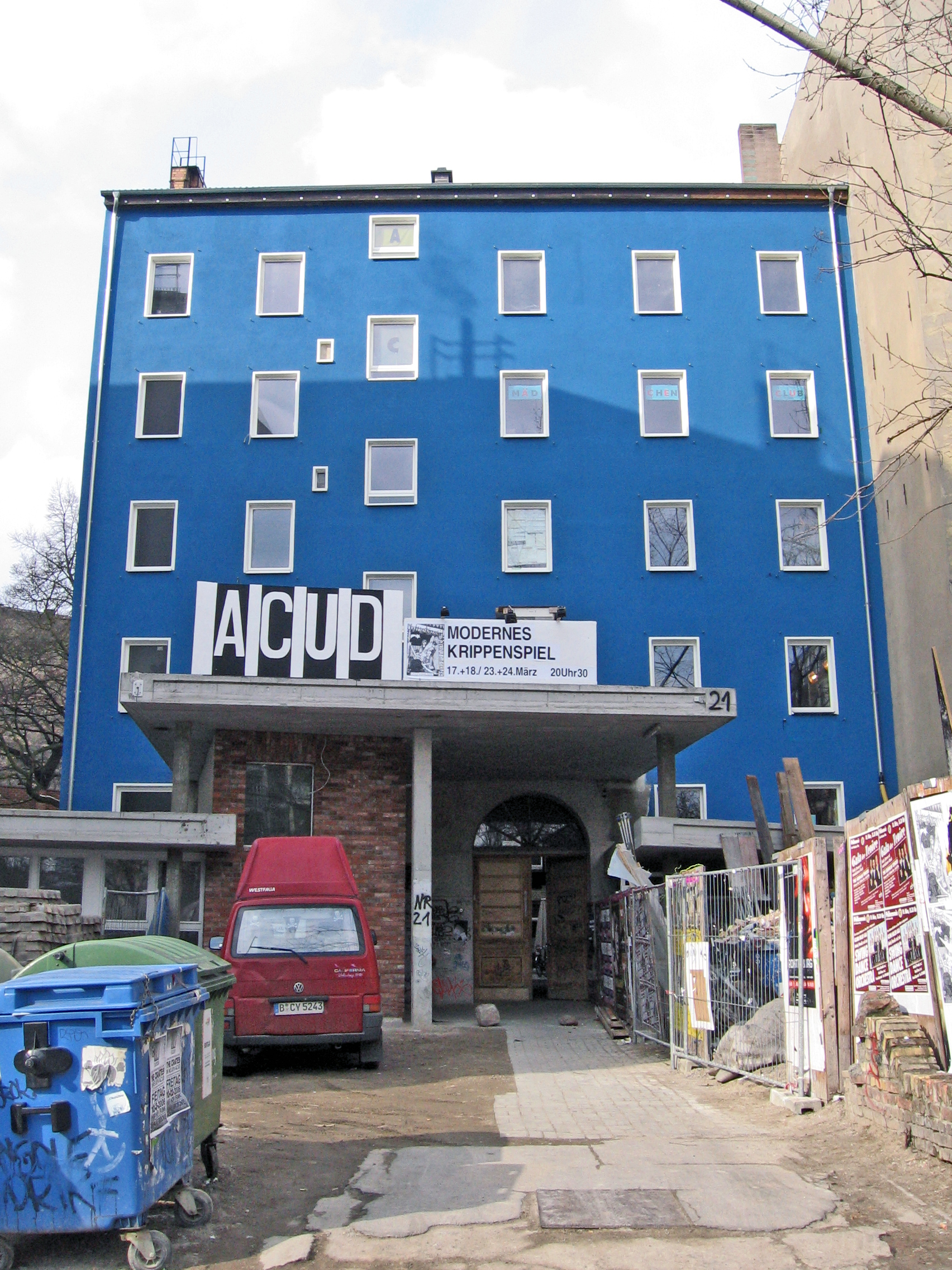
Das ACUD im März 2006

Das ACUD ist ein Kunst- und Kulturzentrum in Berlin-Mitte.
In dem im Nationalsozialismus arisierten Haus, in der Veteranenstraße 21, entstanden im Anschluss an die Besetzung 1990 und der folgenden Legalisierung, ein Theater, einen Konzertsaal, eine Kunstgalerie, zwei Kinos, eine Bar und zahlreiche Ateliers. Der Begin als Kultureinrichtung war 1991.

## Geschichte
Das ACUD ging aus der gleichnamigen, im Jahr 1990 gegründeten Kunstgalerie hervor, die in zwei Wohnungen des damals heruntergekommenen und leerstehenden Hauses der Rykestraße 13 im Stadtbezirk Prenzlauer Berg eröffnet wurde. Aus der Zusammenarbeit mit anderen Projekten entstand der gemeinnützige ACUD e. V.
Als Ergebnis eines runden Tisches mit der Wohnungsbaugesellschaft Mitte WBM, dem Bezirksamt Berlin-Mitte und verschiedenen Gruppen und Vereinen durfte der ACUD e. V. sich im Jahr 1991 zwecks Fortführung seiner Aktivitäten eines von 50 zur Auswahl leerstehenden Wohnhäusern aussuchen. Die Wahl fiel auf das Haus in der Veteranenstraße 21, wo die noch heute vorhandenen Projekte entstanden.
Nach schwierigen Verhandlungen mit den Erben der Alteigentümer, bei der es u. a. um die Folgen der sogenannten „Arisierung“ von jüdischem Besitz in der Zeit des Nationalsozialismus ging, wurde das Haus mit Unterstützung der Stiftung Umverteilen! Für eine, solidarische Welt gekauft. Im Anschluss an umfassende, mehrmals verzögerte Sanierungsarbeiten konnte das ACUD seine verschiedenen Veranstaltungsbereiche wieder eröffnen, und zwar im Jahr 2004 zunächst im Hof (Kino 1 Programmkino, Sessioncafé, Club, Galerie), im September 2006 auch im Vorderhaus (Kantina, Kino 2, Theater).
Geschäftsführerin des Vereins war bis Ende 2005 die ehemalige Bürgerrechtlerin und frühere Bundestagsabgeordnete Jutta Braband.
Im Jahr 2010 wurde das ACUD auf Grund der Zahlungsunfähigkeit des Vereins unter Zwangsverwaltung gestellt.
Nach mehreren gescheiterten Versuchen, einen Investor zu finden, konnte das Haus Anfang 2014 mit Hilfe eines Kredits der GLS Bank vor der Zwangsversteigerung bewahrt und die Fortführung des Kulturbetriebs langfristig gesichert werden. Unter dem Namen ACUD MACHT NEU wurden im Sommer 2014 das ehemalige Sessioncafé, Club und Galerie mit neuem Programm wieder eröffnet.
Das ACUD ist das einzige größere, noch vorhandene Kulturhaus, das in der Zeit der Wende 1990 entstanden ist. Das ACUD, zu Silvester 1989 im besetzten Hinterhaus-OG Rykestraße 13 zunächst als Galerie eröffnet, ist die Location zweier essentieller Kapitel des Romans „Stern 111“ von Lutz Seiler (Preis der Leipziger Buchmesse) – dort trifft dessen Alter Ego seinen Jugendschwarm „Effi“ (sanftes Folienrauschen) bzw. klärt sich später jenes Beziehungsverhältnis (Das Folienzimmer).
Im Jahr 2016 wählten die Organisatoren der Berlinale das ACUDkino erstmals zur Teilnahme aus.

## Programmatik
Das ACUD ist ein offenes Kunst- und Veranstaltungshaus mit Kinos, Theater, Club, Galerie, Studio, Bar und Ateliers. Die Einheiten arbeiten teils unabhängig voneinander, schließen sich aber immer wieder zu gemeinsamen genreübergreifenden Projekten und Festivals zusammen. Das ACUD ist ein zentraler Ort in Berlin für experimentelle und ungewöhnliche Formate jenseits herkömmlicher Kategorien. Das Programm ist eine Mischung aus eigenen Produktionen und Projekten, die von außen an das Haus herangetragen und gemeinsam realisiert werden.